# Калчо Бобчевски
Калчо С. Бобчевски (някъде изписано и Бобчовски) е български общественик и просветител от втората половина на XIX век.

## Биография
Калчо Бобчевски е роден в Килифарево в началото на XIX век. След 40-те години на XIX век той е сред първите български учители в Добруджа. През 1870 г. Калчо Бобчевски е съосновател на читалище „Просвещение“ в Хаджиоглу Пазаржик (днес гр. Добрич) заедно с Кръстьо Мирски.
Председател на окръжния съд там и избран за народен представител в Учредителното събрание в Търново през 1879 г. "по звание".
Баща е на варненския издател Петър Бобчевски и дядо на композитора Венедикт Бобчевски, както и на актьора Любомир Бобчевски.